# Distretto di Sălaj
Il distretto di Sălaj (in romeno Județul Sălaj) è uno dei 41 distretti della Romania, ubicato nella regione storica della Transilvania, ovvero del Partium.

## Centri principali
| Comune                  | Abitanti |
| ----------------------- | -------- |
| Zalău                   | 63.642   |
| Șimleu Silvaniei        | 16.248   |
| Jibou                   | 11.374   |
| Cehu Silvaniei          | 8.089    |
| Sărmășag                | 6.502    |
| Crasna                  | 6.433    |
| Dati del 1º luglio 2007 |          |

## Struttura del distretto
Il distretto è composto da 1 municipio, 3 città e 57 comuni.

### Municipi
- Zalău

### Città
- Cehu Silvaniei
- Jibou
- Șimleu Silvaniei

### Comuni
- Agrij
- Almașu
- Băbeni
- Bălan
- Bănișor
- Benesat
- Bobota
- Bocșa
- Boghiș
- Buciumi
- Camăr
- Carastelec

- Chieșd
- Cizer
- Coșeiu
- Crasna
- Creaca
- Crișeni
- Cristolț
- Cuzăplac
- Dobrin
- Dragu
- Fildu de Jos
- Gâlgău

- Gârbou
- Halmășd
- Hereclean
- Hida
- Horoatu Crasnei
- Ileanda
- Ip
- Letca
- Lozna
- Marca
- Măeriște

- Meseșenii de Jos
- Mirșid
- Năpradea
- Nușfalău
- Pericei
- Plopiș
- Poiana Blenchii
- Românași
- Rus
- Sălățig
- Sărmășag

- Sâg
- Sânmihaiu Almașului
- Someș-Odorhei
- Surduc
- Șamșud
- Șimișna
- Treznea
- Valcău de Jos
- Vârșolț
- Zalha
- Zimbor